# Solon (Maine)
Solon és una població dels Estats Units a l'estat de Maine (EUA). Segons el cens del 2000 tenia 940 habitants.

## Demografia
Segons el cens del 2000, Solon tenia 940 habitants, 398 habitatges, i 257 famílies. La densitat de població era de 9,1 habitants/km².
Dels 398 habitatges en un 27,1% hi vivien nens de menys de 18 anys, en un 53% hi vivien parelles casades, en un 6,5% dones solteres, i en un 35,4% no eren unitats familiars. En el 27,1% dels habitatges hi vivien persones soles el 9,5% de les quals corresponia a persones de 65 anys o més que vivien soles. El nombre mitjà de persones vivint en cada habitatge era de 2,34 i el nombre mitjà de persones que vivien en cada família era de 2,82.
Per edats la població es repartia de la següent manera: un 21,9% tenia menys de 18 anys, un 7,3% entre 18 i 24, un 26,5% entre 25 i 44, un 30,3% de 45 a 60 i un 13,9% 65 anys o més.
L'edat mediana era de 42 anys. Per cada 100 dones de 18 o més anys hi havia 109,7 homes.
La renda mediana per habitatge era de 27.266 $ i la renda mediana per família de 32.500 $. Els homes tenien una renda mediana de 25.724 $ mentre que les dones 16.574 $. La renda per capita de la població era de 13.777 $. Entorn del 12,1% de les famílies i el 18% de la població estaven per davall del llindar de pobresa.